# 2015-ös UEFA-szuperkupa
A 2015-ös UEFA-szuperkupa az UEFA-szuperkupa – amely az előző szezon UEFA-bajnokok ligája, valamint az Európa-liga győztesének évenkénti mérkőzése – 40. kiírása volt. A találkozót 2015. augusztus 11-én a 2015-ös UEFA-bajnokok ligájának győztese, az FC Barcelona és a 2015-ös Európa-liga győztese, a Sevilla FC játszotta. A mérkőzést az FC Barcelona nyerte meg hosszabbítás után 5–4-re.
Az UEFA döntése értelmében a mérkőzést Grúziában, a tbiliszi Borisz Paicsadze Stadionban játszották.

## A mérkőzés
| 2015. augusztus 11. 20:45 (CEST) |

| FC Barcelona                                   | 5–4 (h. u.)                 | Sevilla FC                                                 |
| ---------------------------------------------- | --------------------------- | ---------------------------------------------------------- |
| Messi 7' 16' Rafinha 44' Suárez 52' Pedro 115' | (3–1, 4–4, 4–4) Jegyzőkönyv | Banega 3' Reyes 57' Gameiro 72' (11-esből) Konopljanka 81' |

| Borisz Paicsadze Stadion, Tbiliszi Játékvezető: William Collum (skót) |